# 1979年电影

## 第十六屆金馬獎
- 最佳劇情片——《小城故事》（大眾公司）
- 最佳男主角——柯俊雄《黃埔軍魂》
- 最佳女主角——林鳳嬌《小城故事》
- 最佳男配角——韓甦《歡顏》
- 最佳女配角——沈時華《一個女工的故事》
- 最佳美術設計——胡金銓《山中傳奇》